# Agricultura ecológica y biodiversidad
Los efectos de la agricultura ecológica (las denominaciones orgánica y biológica también son sinónimos de ecológica) ha sido objeto de interés para los investigadores. La teoría señala que las prácticas de la agricultura ecológica, la cual excluye el uso de pesticidas y fertilizantes sintéticos, puede ser beneficiosa para la biodiversidad, y existen hechos que parecen confirmarlo. Si contamos todas las especies asociadas, hay una media de un 30% más en las fincas cultivadas ecológicamente que las que lo están con métodos de agricultura convencional.
En las prácticas agrícolas antiguas, los agricultores no poseían la tecnología o la mano de obra necesaria para tener un impacto significativo en la destrucción de la biodiversidad incluso cuando la producción masiva de alimentos empezaba, los métodos convencionales de producción se basan en el uso generalizado de pesticidas para mantener las altas producciones. De este modo, la mayoría de los paisajes agrícolas han evolucionado así los monocultivos con poca flora o fauna asociada (van Elsen 2000). Las actuales prácticas de la agricultura ecológica tales como el no uso de pesticidas sintéticos, el muy importante uso de estiércol y otras materias orgánicas, como puede ser el compost, la rotación y asociación de cultivos dan una oportunidad para que el incremento de la biodiversidad se produzca.

## Beneficios de la biodiversidad
Casi todas las especies C naturales estudiadas comparativamente en fincas ecológicas y convencionales muestran una mayor población y variedad en las fincas ecológicas. Considerando todas las especies asociadas, en las fincas ecológicas hay un 30% más que en las convencionales. Se nota particularmente en los pájaros, mariposas, microorganismos del suelo, escarabajos, lombrices, arañas, vegetación silvestre y mamíferos. La agricultura ecológica no usa ningún herbicida o pesticidas sintético, esto beneficia el aumento de la biodiversidad y el aumento de las poblaciones. Muchas especies vegetales atraen insectos beneficiosos que incrementan la calidad del suelo y se alimentan de las "malas hierbas". Los microorganismos del suelo se ven favorecidos por el incremento de la población bacteriana del suelo al ser mayor el uso de materia orgánica como estiércol y compost fundamentalmente y al no usarse herbicidas y pesticidas comúnmente utilizados en fincas convencionales. En ensayos llevados a cabo durante 21 años seguidos se ha observado un incremento de la productividad de las parcelas cultivadas ecológicamente respecto a las convencionales, este incremento parece basarse en el aumento de la biodiversidad, especialmente de las micorrizas.

### Impacto del incremento de biodiversidad
El aumento de la biodiversidad que se produce en la agricultura ecológica genera un capital natural a las personas. Las especies encontradas en la mayoría de las fincas ecológicas ayudan a la sostenibilidad de ese tipo de agricultura al reducir la necesidad de insumos (fertilizantes, pesticidas etc.). Los agricultores que producen ecológicamente reducen el riesgo de bajas cosechas promoviendo la biodiversidad. En eagricultura ecológica se ha notado un aumento de las poblaciones de faisán y codorniz lo cual también es un capital añadido si se aprovechan estos animales para la caza recreativa.

### Especies con mayor impacto

#### Pájaros
Se dice que la agricultura ecológica es beneficiosa para las aves sin dejar de ser rentable. Las especies de aves es uno de los principales grupos de animales que se benefician de los métodos de la agricultura ecológica. Muchas especies tienen las tierras agrarias para alimentación y en épocas de migración. De este modo, la población de aves está relacionada con la calidad natural de las tierras de cultivo. La mayor biodiversidad de las fincas ecológicas, proveen de mejores hábitats para las aves, y es especialmente beneficioso cuando las fincas están en medio de las rutas migratorias. En cinco estudios recientes, casi todas las especies de aves incluidas las autóctonas en declive, vieron como su población y número de especies incrementaban en las fincas manejadas ecológicamente. Cambiando el método de manejo de fincas convencionales a ecológico también veían como aumentaba el número de especies de aves en la zona. Mientras que la agricultura ecológica mejora las poblaciones de aves y su diversidad, el mayor aumento de las poblaciones se produce cuando también existe diversidad entre las propias fincas ecológicas.

#### Mariposas
Un estudio específico realizado en el Reino Unido en 2006 encontró más mariposas en las fincas ecológicas que en las convencionales, con diferencias significativas, excepto en dos especies potencialmente plaga. El estudió también encontró mayores poblaciones en los márgenes incultos que en los terrenos donde se recolectaba la cosecha independientemente del método de manejo. Por otro lado, Weibull et al. (2000) no encontraron diferencias significativas en la diversidad de especies o su población.

#### Arañas
Se han realizado diez estudios acerca de la abundancia de especies de arañas en fincas ecológica. Todos los estudios excepto tres, indican que hay una mayor diversidad de especies de arañas en las fincas cultivadas ecológicamente, además de unas poblaciones mayores de ellas. Dos de los estudios indican un mayor número de especies, pero sin diferencias estadísticamente significativas en cuanto al tamaño de las poblaciones.

#### Microorganismos del suelo
De los trece estudios que compararon las comunidades de bacterias y hongos entre la agricultura orgánica y la convencional, ocho de ellos detectan al aumento de sus poblaciones en las explotaciones ecológicas. Un estudio concluye que el mayor uso de abonos verdes y estiércol era el principal motivo del aumento de las poblaciones de bacterias. Por otro lado, la población y diversidad de nematodos en el suelo dependía del tipo de alimentación que estos consumen. Los nematodos que se alimentan de bacterias tienen preferencia por los terrenos cultivados ecológicamente, mientras que los nematodos que se alimentan de hongos prefieren los terrenos de fincas convencionales. El mayor nivel de nematodos que se alimentan de bacterias en los terrenos ecológicos tiene su sentido, ya que en esos terrenos, las poblaciones de bacterias son mayores. Pero la mayor presencia de nematodos que se alimentan de hongos en los suelos convencionales, es contradictorio, ya que también se ha observado que la presencia de hongos es mayor en los terrenos cultivados ecológicamente que en los convencionales.

#### Escarabajos
Según Hole et al. (2005), las especies de escarabajos están entre las más estudiadas en las investigaciones sobre los métodos de manejo de explotaciones. Doce estudios han encontrado mayores poblaciones y mayor número de especies de carábidos en las fincas cultivadas ecológicamente. La principal conclusión del significativo aumento de las poblaciones de carábidos en la fincas ecológicas es que estas poseen un mayor número de especies de hierbas en las que ellos pueden prosperar. Las poblaciones de Staphylinidae parecen no verse especialmente afectadas por el método de manejo de las fincas, con resultados contradictorios incluso en algunos estudios.

#### Lombrices
Las poblaciones de lombrices y su diversidad es la que mayor efecto significativo manifiesta en todos los estudios. De los seis trabajos que comparan las poblaciones de lombrices y su diversidad entre cultivos ecológicos y convencionales, en los seis se ve una preferencia por las fincas ecológicas en lugar de las convencionales. Hole et al. (2005) resume un estudio de Brown (1999) y encuentra cerca del doble de población y diversidad cuando  se comparan los métodos de cultivo. Otro estudio concluye en que las lombrices muestran preferencia por los suelos cultivados ecológicamente pero no muestran preferencia por los hábitats formados por los setos.

#### Mamíferos
Un estudio realizado por Brown en 1999, encontró que la población de pequeños mamíferos, su población y diversidad no dependía de las prácticas de cultivo, sin embargo, la actividad global era mayor en las fincas ecológicas. Se concluyó que la mayor disponibilidad de alimento en las fincas ecológicas era el motivo. Este aumento se cree debido al no uso de herbicidas y el mucho menor uso de fitosanitarios. Otro estudio dirigido por Wickramasinghe et al. en 2003, comparaba las especies y la actividad de los murciélagos. La actividad de las especies y su alimentación era más del doble en fincas ecológicas que en las convencionales. La riqueza de especies también era mayor en las fincas ecológicas, y dos de las dieciséis especies observadas solo se encontraron en fincas ecológicas.

#### Vegetación
En más de diez estudios realizados para comparar la vegetación en fincas ecológicas y convencionales, analizando las zonas de setos, dentro de los cultivos y hierbas espontáneas, en todos menos en uno comprobaron una mayor diversidad vegetal dentro y en los alrededores de fincas ecológicas. Especialmente las especies de hoja ancha mostraron una mayor diversidad en las fincas ecológicas, siendo menor en las especies de hoja estrecha. Se concluye que las especies de hoja ancha muestran mucha menos tolerancia a los herbicidas utilizados en las fincas convencionales. En las fincas con ambos tipos de manejo, se observa una mayor diversidad de especies vegetales en los bordes de las parcelas de cultivo más que dentro de ellas. Además, la existencia de malezas fue más evidente en las granjas convencionales probablemente porque la interacción de plaguicidas era baja o inexistente. Se cree que las poblaciones y riqueza de hierbas en fincas ecológicas es menor por los métodos de eliminación de hierbas utilizados, tal como los abonos verdes.
El cambio de manejo convencional a ecológico a menudo produce una explosión de hierbas debido al intenso cambio químico producido en el suelo así como en su composición por el abandono del uso de herbicidas y pesticidas sintéticos. Las especies de hierbas silvestres que crecen en una finca ecológica pueden variar de un año a otro debido al uso de las rotaciones de cultivos que crean una competencia distinta según las necesidades de cada cultivo.

## Beneficios para los agricultores por el incremento de la biodiversidad
Investigaciones sobre la biología del suelo y sus microorganismos han probado los beneficios del sistema de manejo ecológico. El aumento de las poblaciones de bacterias y hongos, la gran disminución del uso de pesticidas y herbicidas, el uso de residuos vegetales y animales como nutrientes del suelo. A su vez, los beneficios para el agricultor por la obtención de cosechas más sanas y la disponibilidad de más suelo para futuras cosechas. Además un estudio desarrollado durante 21 años en el que se ha comprobado los efectos de la materia orgánica y su relación con la calidad del suelo y la producción. En los tratamientos estudiados se analizaron distintos niveles de estiércol, comparándolo con parcelas sin adición de estiércol. Una vez iniciado el ensayo se vio una significativa menor producción en las parcelas de control sin materia orgánica en relación con las que se les aplicó el estiércol. Se concluyó que la razón era un incremento en los microorganismos del suelo lo cual provee al agricultor de un suelo más saludable.

## Errores que se pueden cometer y que no fomentan la biodiversidad en agricultura ecológica
Los métodos de la agricultura ecológica requieren la activa participación del agricultor para que el aumento de la biodiversidad en su explotación se produzca. El pasar de convencional a agricultura ecológica no garantiza automáticamente que la biodiversidad aumente. Es necesaria una ética a favor de la conservación para generar una tierra que genere biodiversidad. Los ideales conservacionistas son a menudo pasados por alto ya que requieren un esfuerzo físico o económico adicional por parte del agricultor. 
Los métodos comunes de eliminación de hierbas como la labranza y la quema controlada le da pocas oprtunidades a las especies para poder sobrevivir y a menudo con estos métodos en cultivo ecológico, si se usan en exceso, se obtienen resultados comparables en población y riqueza a los terrenos manejados convencionalmente. Otra técnica común es la creación de nuevos biotopos en forma de setos o charcas para aumentar la presencia de especies en las fincas. Los agricultores suelen cometer el error de utilizar en exceso estas técnicas para intensificar la producción en los cultivos ecológicos ya que a veces, pueden ser menores que los de los convencionales. Otro error que se suele cometer es la creación de multitud de biotopos pequeños, esto no provee el ecosistema apropiado terreno para una alta biodiversidad.